# Navy rum

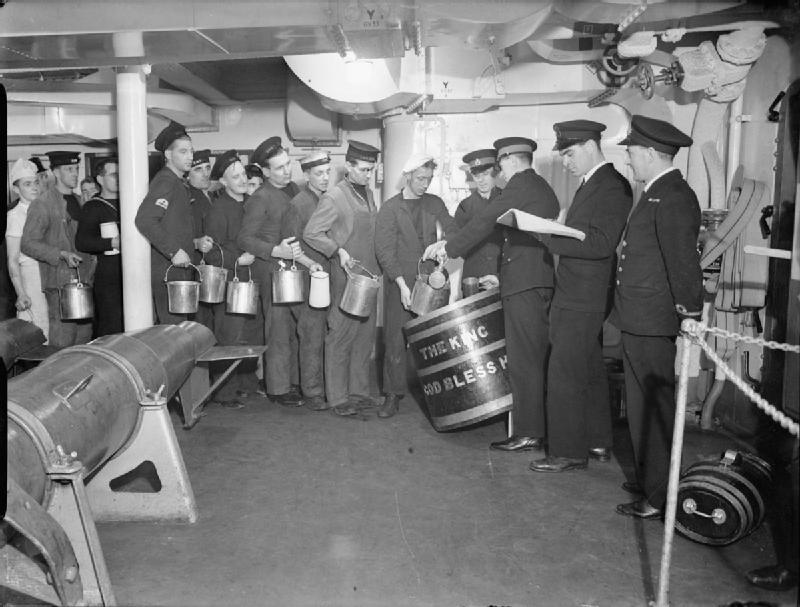
Distribution de rhum à bord du HMS King George V

Le Navy rum est le nom donné au rhum distribué quotidiennement aux marins de la Royal Navy à partir du XVIIe siècle. Alors que la ration est progressivement réduite au cours des siècles suivants, cette tradition est définitivement abolie le 31 juillet 1970, jour surnommé le Black Tot Day lors duquel les marins britanniques reçoivent leur dernière ration quotidienne de rhum.

## Histoire
Jusqu'au XVIIe siècle, les marins britanniques reçoivent quotidiennement une ration de bière. En effet, la bière se conserve mieux que l'eau dans les fûts utilisés lors des longs voyages en navire. Toutefois, l'espace de stockage nécessaire à bord pour fournir les 4,5 litres de bière alloués quotidiennement à chaque marin rend l'utilisation de la bière compliquée sur les longs trajets transatlantiques. De plus, la bière a tendance à tourner à l'aigre sous le chaud climat caribéen.
En 1655, l'amiral William Penn célèbre la conquête de la Jamaïque par les troupes britanniques en distribuant du rhum à son équipage. Il faut cependant attendre 1731 pour que la ration quotidienne d'alcool soit convertie à une demi-pinte (284 ml) de rhum par marin distribuée en deux fois,,. Cette ration de Navy rum est surnommée tot (petite goutte) par les marins. Afin de lutter contre les problèmes d'alcoolisme à bord des navires, l'amiral Edward Vernon décide en 1740 de couper le rhum avec quatre fois son volume d'eau,,. Le manteau porté par l'amiral, un mélange de laine et de soie appelé grogram, lui ayant valu le surnom "Old Grog", le mélange d'eau et de rhum est dès lors appelé grog. Du jus de citron est régulièrement ajouté au mélange pour combattre le scorbut.
En 1823-1824, la quantité de rhum distribuée est réduite à un quart de pinte (142 ml) par jour. En contrepartie, la ration de viande est augmentée. La ration de rhum est encore réduite en 1850 pour atteindre un huitième de pinte (71 ml) par jour.

## Service du rhum à bord
A bord, le rhum est servi par le Pusser, ou commissaire de bord, un membre d'équipage chargé des questions logistiques et de la paie des marins. Le rhum est distribué lors d'une cérémonie spécifique à partir d'un Grog tub, un tonneau en bois marqué de l'inscription "The King God Bless Him"/"The Queen God Bless Her" (Dieu bénisse le roi/la reine),. Le rhum est servi dilué avec de l'eau pour les marins les plus jeunes, et pur pour les plus âgés. Pour vérifier que le rhum a bien le degré d'alcool réglementaire (54,5°) et n'a pas été dilué, les marins le versent sur de la poudre à canon et y mettent le feu,.

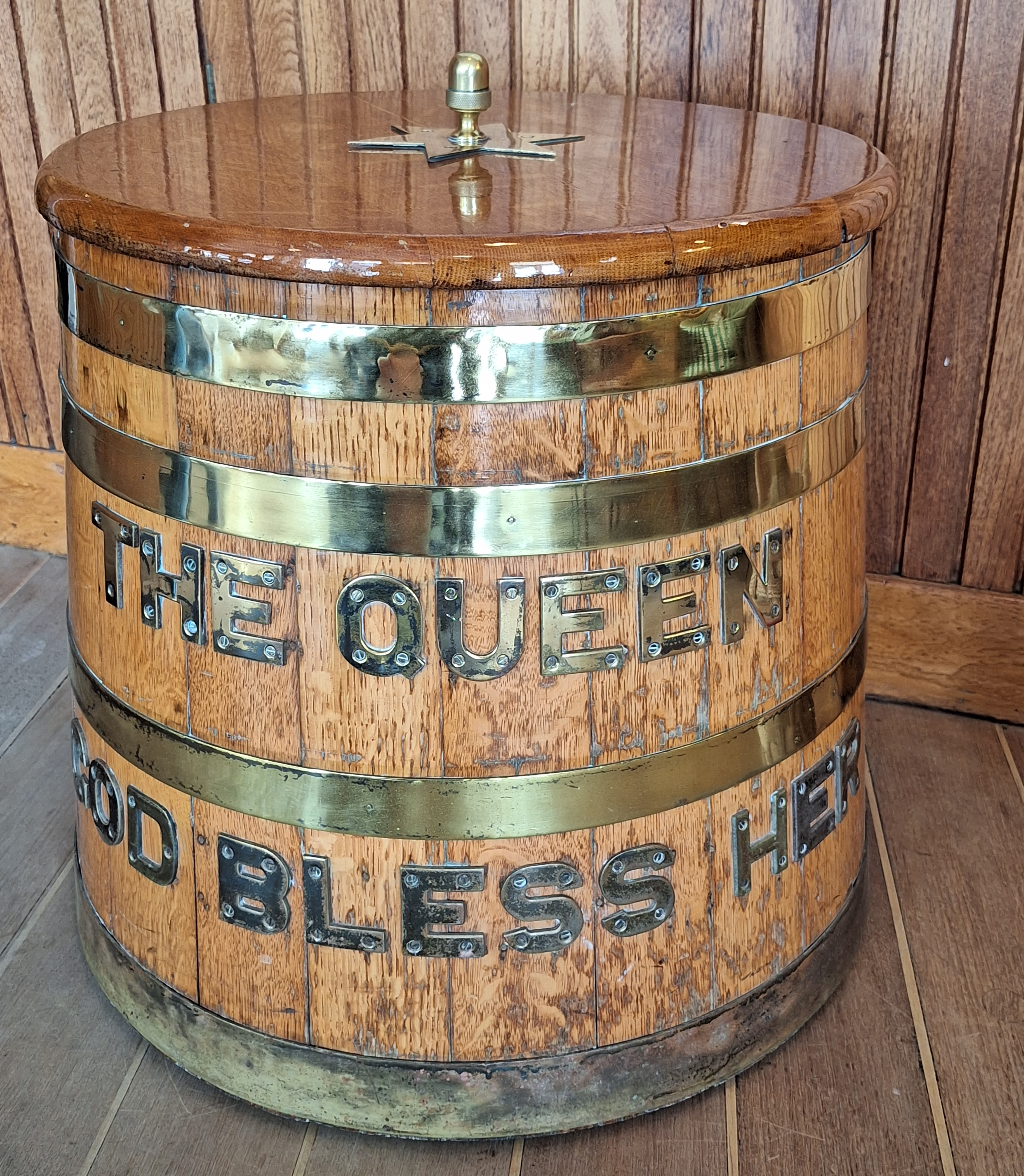
Grog tub du HMY Britannia

## Composition du Navy rum
Le Navy rum servi à bord des navires britanniques est un dark rum très sombre. Sa composition change au cours des siècles, en fonction des capacités d'approvisionnement de la Royal Navy : initialement un assemblage majoritaire de rhums de Jamaïque et du Guyana (Demerara rums), il est constitué en 1970 de rum du Guyana et de Trinidad,. Des rhums d'autres origines sont ajoutés ponctuellement au mélange.
Le navy rum est assemblé dans les dépôts du Comité pour l'avitaillement, dont le plus important est situé à Deptford. Le rhum passe environ deux ans dans des grands foudres de bois avant d'être mis en fût et chargé sur les navires.

## Black Tot Day
A la fin des années 1960, le Parlement et l'Amirauté britannique s'inquiète de l'impact de la consommation d'alcool à bord sur la capacité des équipages à manœuvrer des navires et des systèmes d'armes de plus en plus complexes,. La décision est alors prise de supprimer la ration de rhum, même si cette mesure est impopulaire parmi les équipages,. Le 31 juillet 1970 est ainsi le dernier jour où le rhum est distribué au sein de la Royal Navy. A bord de certains navires, l'équipage porte un bandeau noir au bras au moment de la distribution. Dans un camp d'entraînement, les marins organisent une procession avec un cercueil noir entouré de musiciens. Lors du Royal Tournament, le principal tattoo de l'époque, des funérailles symboliques sont organisées avec un fût de rhum présenté sur un chariot. La dernière distribution de tot est retransmise sur certaines télévisions aux Etats-Unis.
Toutefois, la suppression du tot est davantage marquante par l'abolition du cérémonial associé à la distribution que par la suppression de la ration en elle-même. En effet, en 1970, 70% des marins britanniques ne prennent plus leur ration de grog.

## Suites
Les commandants de bâtiments de la Royal Navy peuvent toujours attribuer exceptionnellement une ration de rhum aux marins pour les récompenser. A la place de leur ration quotidienne de rhum, les marins britanniques peuvent désormais acheter trois cannettes de bière à consommer lorsqu'ils ne sont pas en service.
Les derniers litres de navy rum produits pour la Royal Navy ont été vendus par Elixir Distillers sous la marque Black Tot. Toutefois, certains rhums sombres et aromatiques, principalement produits en Jamaïque et au Guyana, revendiquent toujours l'héritage des rhums servis à bord des navires.
D'autres marines abolissent la ration quotidienne de rhum à la suite de la Royal Navy. La marine royale canadienne arrête de distribuer du rhum à ses équipages en 1972. La marine néo-zélandaise continue cette tradition jusqu'en 1990.